# نادي هرفوليه
نادي هرفوليه هو نادي كرة قدم في الدنمارك تأسس في 1921 يقع في هرفوليه. يلعب في دوري المناطق.